# Вулиця, якої не було
«Вулиця, якої не було» (англ. The Street That Wasn't There) — науково-фантастичне оповідання Кліффорда Сімака, вперше опубліковане журналом «Comet» в липні 1941 року.

## Сюжет
Професор метафізики на пенсії Джонатан Чемберс вів дуже уособлене і педантичне життя. Кожного дня о 7 вечора він прогулювався: проходив 4 квартали по вулиці Кленовій (в третьому кварталі біля кондитерської купував сигару), повертав на Лексингтон і проходив 3 квартали, повертав на Дубову і проходив 4 квартали, а потім по Лінкольна назад на Кленову до свого будинку. Це займало 45 хвилин.
Одного дня, вийшовши як звичайно, він дістався до повороту на Лексингтон набагато раніше, але продовжив маршрут. На повороті на Дубову він почув обривки повідомлення про зникнення Емпайр-Стейт-Білдінг.
А на наступному розі побачив схвильований натовп, але зовнішні події його не цікавили, тому він продовжив прогулянку. Він повернувся додому за 30 хвилин. Це його збентежило, і він згадав, що не купив сигару.
За 20 років життя на пенсії він вперше порушив процедуру прогулянки.
Цілу ніч його мучили кошмари, а на наступний день він вирішив більше не допустити такого промаху.
Але дійшовши до рогу Лексингтон, він не виявив кондитерської. Він повернув назад і виявив, що від його будинку до Лексингтон тепер не 4 квартали, а три.
Повернувшись додому він згадав про почуте вчора. Світ потерпав від воєн та епідемій. Європа та Азія майже обезлюдніли. Тепер епідемія перекинулась на Африку та Південну Америку і добралась до США.
Проснувшись вночі, він здивувався, що силует будинку навпроти змінився. Почавши придививлятись до нього, він замітив, як силует повернувся до звичної форми.
Професор взяв з полиці одну зі своїх наукових праць.
Колись він розробив теорію, в якій люди самі впливають на фізичну форму речей.
Багато людей примушують всі дерева бути деревами, будинки — будинками, вулиці — вулицями, а не чимось іншим.
Люди примушують речі бути такими як вони є, якими вони їх пам'ятають.
Кількість матерії у всесвіті незмінна, але інтелект впливає на матерію і надає їй форми.
І оскільки можна припустити існування інших вимірів і іншого інтелекту, то можливий момент, коли більш сильний інтелект прийде і забере матерію, яку люди вважають своєю, і тоді їхній світ почне розчинятись.
Ця праця була в свій час висміяна його колегами та призвела до дострокового залишення ним університету.
Професор жахнувся. Оскільки це почало відбуватись, то не залишилось достатньо людей, щоб захистити свій світ від переходу його в інший формат.
Вийшовши на вулицю він побачив сіру порожнечу, що обмежувала його видимість декількома метрами.
Високо в небі почалося зародження нового чудернацького міста.
Він повернувся додому, маючи намір зберегти його, оскільки там він знав кожну дрібницю. Але першими почали зникати речі, якими він давно перестав користуватись, а потім і цілі кімнати.
Залишився тільки його робочий кабінет.
Чемберс запідозрив, що агенти з іншого виміру навмисно посіяли розбрат на Землі, щоб зменшити кількість її населення до числа, не здатного протистояти захопленню.
Він почав розмірковувати, чи залишиться він сам при зникненні всієї матерії, коли почав почувати поколювання в ногах.